# Phosphatabbau auf der Weihnachtsinsel
Der Phosphatabbau auf der Weihnachtsinsel ist der Hauptwirtschaftszweig auf der zu Australien gehörenden Insel. Das Phosphat wird im Tagebau gewonnen.

## Geologie
Die Weihnachtsinsel liegt im Indischen Ozean etwa 2.600 km von Perth entfernt rund 350 km südlich der Westspitze von Java. Sie ist 135 km² groß und besteht aus einer zentralen in der Mitte leicht abgesenkten Hochebene, die etwa 180 bis 240 m über dem Meer liegt und die an den Rändern in einer Abfolge von steilen Hängen mit dazwischen liegenden Terrassen zur Küste abfällt. Unmittelbar über der Küste befindet sich ein Kalksteinkliff, das 3 bis 45 m hoch ist. Nur bei Flying Fish Cove fehlt dieses, sodass dies die einzige Anlegestelle der Insel ist. Die Weihnachtsinsel ist, wie die Kokosinseln ein freiliegender Abschnitt des sonst unter dem Meeresspiegel liegenden Gebirgszuges, der sich südlich vom Javagraben 4500 m über dem Meeresboden erhebt.
Die Weihnachtsinsel besteht aus einem Kern, der aus einer Abfolge von Vulkangestein, Kalkstein und Dolomit besteht, und der mit Kalk von Steinkorallen überzogen ist. Auf den Terrassen des verkarsteten Korallenkalk liegen durchschnittlich 3 m mächtige, an einigen Stellen bis zu 80 m mächtige, Phosphatablagerungen, die mindestens 200.000 Jahre alt sind. Sie dürften sich wie bei Guano durch die Einwirkung von Vogelexkrementen auf Kalkstein gebildet haben.
Die Qualität des Phosphats auf der Weihnachtsinsel reicht von hochwertigem Calciumphosphat (Apatit) zu minderwertigem Eisen- und Aluminiumphosphat (Crandallit und Millisit). Abhängig vom im Phosphat enthaltenen Anteil von Eisenoxid und Aluminium variiert die Farbe von Weiß bis Braun. Die minderwertigen Schichten bedecken etwa die Hälfte der Insel, die hochwertigen Schichten bedecken nur ein Fünftel der Insel und befinden sich meist unter den minderwertigen Ablagerungen.

## Geschichte
Den kommerziellen Wert des Phosphats auf der Weihnachtsinsel wurde erstmals vom Ozeanografen John Murray anhand einer 1887 gesammelten Gesteinsprobe festgestellt, weshalb er Großbritannien drängte, die Insel zu annektieren, was am 6. Juni 1888 geschah. Im selben Jahr sandte George Clunies-Ross, der aus Schottland stammende Besitzer der Kokosinseln, seinen Bruder Andrew und eine kleine Gruppe malaysischer Arbeiter zur Weihnachtsinsel, um eine Siedlung in Flying Fish Cove zu gründen, um so jedem anderen Anspruch auf die Ressourcen der Insel zuvorzukommen. Großbritannien bot den beiden Konkurrenten Murray und Clunies-Ross im Jahr 1891 eine gemeinsame für 99 Jahre gültige Phosphat-Abbau-Konzession an. Sie wurden 1897 zur Gründung der Christmas Island Phosphate Company veranlasst.
Im Jahre 1898 traf die Belegschaft des Unternehmens auf die Insel ein. Es waren dies 200 chinesische Arbeiter, acht europäische Manager, fünf Sikh-Polizisten und eine kleine Anzahl von Malaien. Der Abbau begann 1899, die erste große Phosphatlieferung wurde 1900 versandt. In den folgenden vier Jahren starben 550 Chinesen an Beriberi, das durch eine mangelhafte Ernährung ohne Vitamin B1 verursacht wurde.

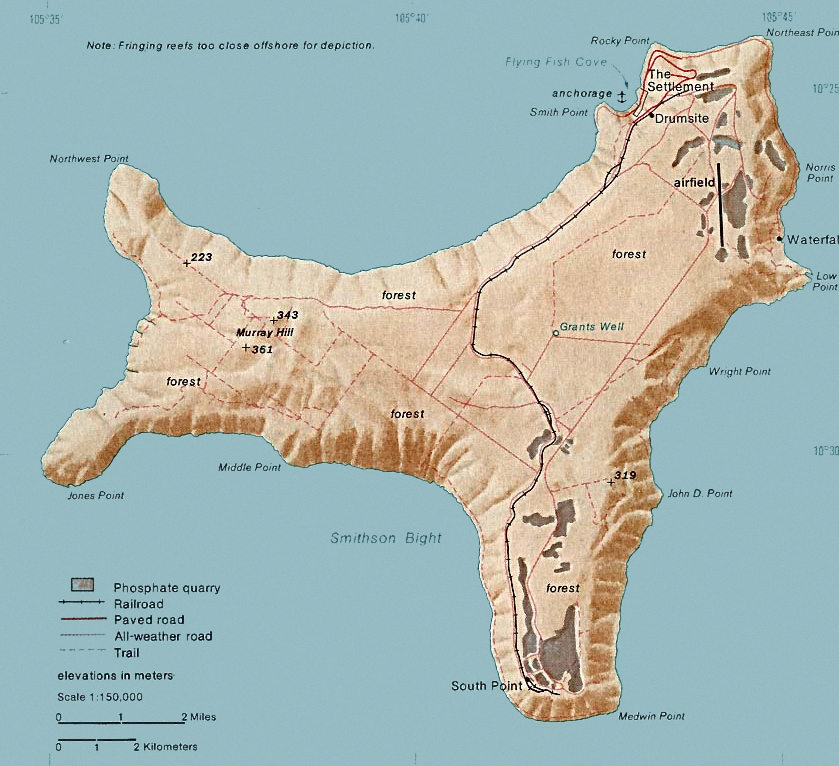
Karte von 1976. Es sind die Eisenbahnstrecke und die beiden Phophatgruben Dogs Head und South Point zu erkennen.

Während des Ersten Weltkriegs wurde der Phosphatabbau reduziert. Eine 1914 eröffnete Eisenbahnstrecke, die Christmas Island Phosphate Railway, verband Flying Fish Cove mit South Point und erschloss die dortigen Phosphatvorkommen. Ab 1920 wurde der Bergbau durch die British Phosphate Commissioners (BPC) geleitet. Die BPC waren ein Gremium aus australischer, britischer und neuseeländischen Vertreter, das neben der Phosphatgewinnung auf der Weihnachtsinsel auch den Bergbau auf den Inseln Nauru und Banaba Island betrieb.
Im Zweiten Weltkrieg wurde die Insel von 1942 bis 1945 von Japan besetzt. Der Phosphatabbau wurde vorübergehend eingestellt, weil die Einrichtungen von den Inselbewohnern sabotiert wurden und die Phosphat-Frachter von alliierten U-Booten angegriffen wurden.
Nach dem Krieg kauften Australien und Neuseeland 1949 die Phosphat-Gesellschaft, während Singapur die Verwaltung der Insel übernahm. Nachdem die australische Regierung 1957 an Singapur 2,9 Millionen Pfund wegen entgangenen Einnahmen aus dem Phosphatbergbau bezahlt hatte, ging die Verwaltung der Insel 1958 an Australien über.
Ab 1965 wurden große Flächen Regenwald gerodet, sowohl zwischen Dogs Head und South Point, aber auch auf dem zentralen  Plateau bis zum Murray Hill und weiter zum North West Point. Teilweise wurde der Abbau in bestehenden Gruben wieder aufgenommen, da Schwankungen der Rohstoffpreise und neue Technologien die Nutzung des verbleibenden Phosphats manchmal lohnend machte.
In den 1970er Jahren entstand die Gewerkschaft Union of Christmas Island Workers (UCIW), die um Verbesserung der Lebens- und Arbeitsbedingungen auf der Insel kämpfte und eine wichtige Kraft in der Politik der Insel wurde.
Im Jahr 1980 wurde ein Nationalpark auf der Insel gegründet, der mittlerweile 65 % der Insel bedeckt. In dieser Zeit verhandelten die Regierungen Australiens und Neuseelands die Abkommen zur Belieferung ihrer Länder mit Phosphat neu und als Folge davon gab die BPC die Leitung des Phosphatabbaus an die 1981 gegründete Phosphate Mining Company of Christmas Island ab. Diese Gesellschaft mit beschränkter Haftung im Besitz der australischen Regierung wurde im November 1985 in die Behörde Phosphate Mining Company of Christmas Island (PMCI) überführt. Nachdem klar geworden war, dass der Bergbau nicht nach den Vorgaben der Regierung betrieben werden konnte, beschloss die Regierung 1987 den Phosphatabbau einzustellen und die Behörde zu liquidieren.
Nach der Lobbyarbeit der PMCI, der Gewerkschaft UCIW und der Gemeinde Christmas Island wurde der Bergbau 1990 vom kommerziell betriebenes Unternehmen Phosphate Resources Limited (PRL) wieder aufgenommen, an dem viele Mitarbeiter mit Aktien beteiligt sind. PRL investierte erhebliches Kapital in die Modernisierung ihrer Technologie. So werden die bei den Steinbrechern entstehenden Feinpartikel mittels eines Staubabsaugungssystems gesammelt und weiter verwertet. Die Bergbaulizenz läuft bis 2034.